# Острогозька провінція
Острогозька провінція — адміністративна одиниця Слобідсько-Української губернії Російської імперії. Існувала в 1765—1779 рр.
Адміністративним центром був м. Острогозьк.

## Географія

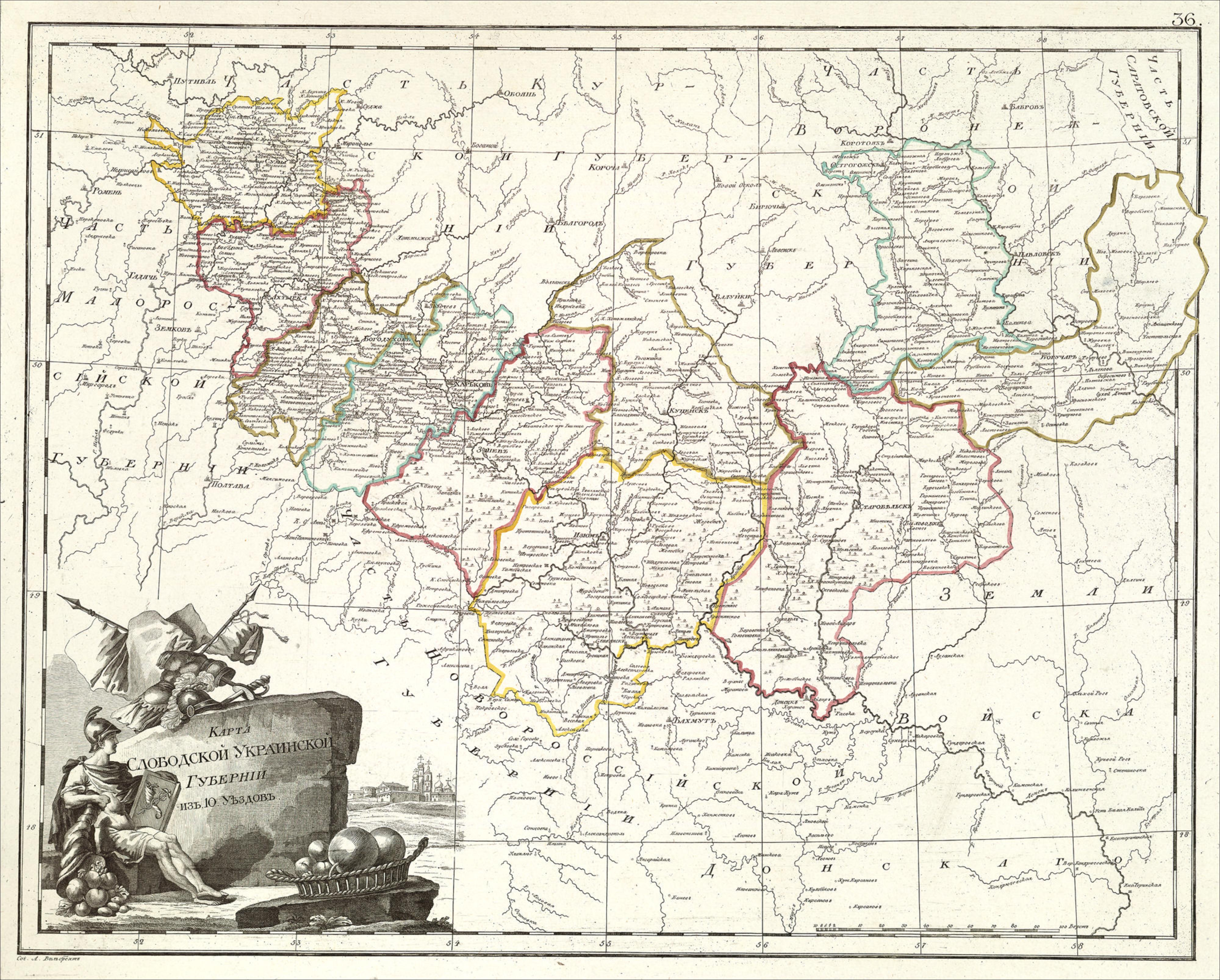
Мапа Слобідсько-Української губернії

Острогозька провінція межувала на заході з Курською губернією, на півночі та сході з Воронізькою губернією.

## Історія
Острогозька провінція була утворена 1765 року відповідно до царського маніфесту, за яким з 5-ти слобідських козацьких полків утворювалась Слобідсько-Українська губернія, а полки перетворювались на цивільні адміністративні одиниці. Провінція була утворена з  Острогозького слобідського козацького полку.
У 1779 році було створене Воронізьке намісництво, до складу якого відійшла Острогозька провінція та частина Ізюмської провінції. Інші провінції Слобідсько-Української губернії увійшли до новоутвореного Харківського намісництва.

## Адміністративний поділ
Провінція поділялася на 6 комісарств:
- Острогозьке комісарство (Острогозьк)
- Бірючське комісарство(Бірюч)
- Калитвянське комісарство (Калитва, створено в 1773)
- Міловатське комісарство (Мілова, створено в 1773)
- Осиновське комісарство (Осинове)
- Уривське комісарство (Урив)